# Floresta Nacional de Palmares
A Floresta Nacional de Palmares (FLONA de Palmares) é uma unidade de conservação localizada em Altos, no estado brasileiro do Piauí. A flora da reserva é de zona de transição entre os biomas Caatinga e Cerrado.

## Historia
A reserva foi criada em 2005 por meio do decreto presidencial de 21 de fevereiro de 2005 publicado no dia seguinte no Diário Oficial da União.